# Kisii
Kisii est le chef-lieu du comté de Kisii et du district de Kitutu Chache dans l'ancienne province de Nyanza au Kenya. Elle est peuplée essentiellement de Gusii.

## Géographie

### Toponymie
Le mot Kisii a été inventé par les Britanniques qui trouvaient trop compliqué de prononcer le mot abagusii qui signifie « peuple de Mogusii » en ekegusii (la langue gusii).

### Situation et géologie
La ville, située dans une vallée à 1 657 m d'altitude, est entourée de collines au sol fertile dont la plus haute, la Nyanguru nyankuru hill, culmine à 1 929 m.
Le sous sol d'origine volcanique est constitué essentiellement de basalte parfaitement visible à l'escarpement de Manga (Manga escarpment) qui fait partie du rift de Nyanza.
Dans le village de Tabaka, des gisements de craie affleurent le sol.

### Climat
Selon la classification de Köppen, le climat de Kisii est de type Aw.
- Températures : les moyennes les plus basses se situent entre 17 et 18 °C, les plus élevées entre 28 et 31 °C. Les minimums nocturnes enregistrés surviennent en juillet avec des températures de l'ordre de 10 °C. Les maximums diurnes peuvent atteindre 37 °C entre décembre et mars.
- Pluviométrie : la saison des pluies a lieu entre les mois de mars et de mai. Les précipitations les plus importantes se déroulent au mois d'avril, avec 200 mm. Une petite saison pluvieuse survient également entre novembre et janvier avec une moyenne de 85 mm et un maximum de 140 mm. Le mois le plus sec est février (entre 40 mm et 75 mm).

| Mois                              | jan. | fév. | mars | avril | mai | juin | jui. | août | sep. | oct. | nov. | déc. |
| --------------------------------- | ---- | ---- | ---- | ----- | --- | ---- | ---- | ---- | ---- | ---- | ---- | ---- |
| Température minimale moyenne (°C) | 17   | 18   | 18   | 18    | 18  | 17   | 16   | 17   | 17   | 18   | 18   | 17   |
| Température maximale moyenne (°C) | 30   | 31   | 31   | 29    | 28  | 28   | 28   | 29   | 30   | 30   | 30   | 30   |
| Précipitations (mm)               | 85   | 48   | 126  | 154   | 123 | 66   | 44   | 54   | 75   | 79   | 89   | 83   |

| Diagramme climatique                                  |        |         |         |         |        |        |        |        |        |        |        |
| J                                                     | F      | M       | A       | M       | J      | J      | A      | S      | O      | N      | D      |
| 301785                                                | 311848 | 3118126 | 2918154 | 2818123 | 281766 | 281644 | 291754 | 301775 | 301879 | 301889 | 301783 |
| Moyennes : • Temp. maxi et mini °C • Précipitation mm |        |         |         |         |        |        |        |        |        |        |        |

## Histoire

### La période précoloniale
Les Gusii sont les premiers bantous, avec les Luhya et les Kuria à atteindre le nord-ouest du lac Victoria à la fin du premier millénaire. Les Gusii proviendraient d'Ouganda et s'installent d'abord au pied du mont Elgon avant d'être poussé vers le sud aux alentours de 1500 apr. J.-C., d'abord par les Kalenjin jusqu'à la plaine de Kano, puis par les Maasaï et enfin, au XVIIIe siècle, par les Luo jusqu'aux monts Gusii (Gusii Hills), leur « territoire » actuel. La guerre entre les Gusii et les Luo sera perpétuelle jusqu'à l'arrivée des Britanniques aux environs de 1905. Le site de l'actuelle Kisii est occupé depuis 1820/1850 par le clan des Getutu.

### La période coloniale

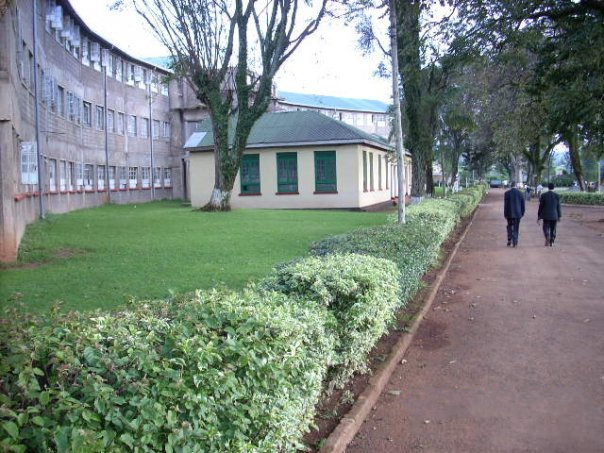
Vue de la Kisii School

Le premier missionnaire du nom de frère Brandsma arrive à Kisii en 1908 et fonde, en 1912, une école pour l'éducation des fils de chefs, la Kisii School (en).
Les Britanniques fondent, en 1928, la première école pour tous.
En 1934, les colons introduisent la culture du caféier d'Arabie et celle du théier en 1957.

### Après l'indépendance
Dans les années 1990, et jusqu'au début des années 2000, de nombreuses personnes soupçonnées d'être des sorciers ont été pendues ou brulées vives par la vindicte populaire.
Le 22 septembre 2007, les étudiants du campus satellite de l'université de Nairobi manifestent contre leurs conditions de vie et affrontent la police.
Après l'élection présidentielle du 27 décembre 2007, des violences éclatent entre Gusii et Kalenjin ; l'hôpital de Kisii est surchargé de blessés et ~ 2 000 personnes se réfugient dans la cathédrale.

## Population

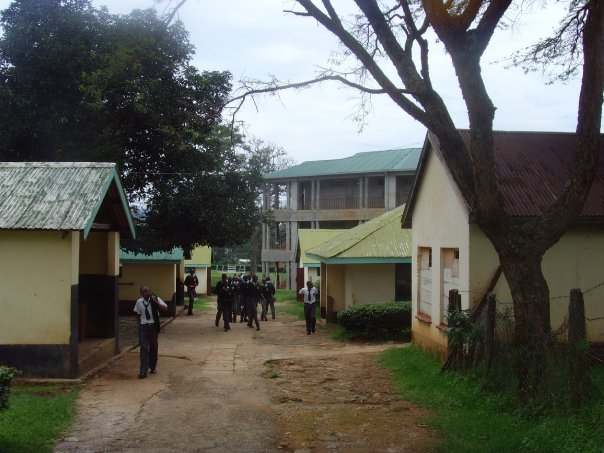
Vue de la Kisii School

### Démographie
C'est la plus importante localité de la province après Kisumu. Lors du dernier recensement effectué en 1999, la population de la division administrative de Kisii township était de 49 970 personnes dont 37 531 dans Kisii même.
La densité de population du district est de 758 hab./km2 ce qui en fait la plus élevée de la province.
Le taux d'accroissement démographique annuel de 3,6 % de la population du district est l'un des plus élevés au monde. Environ 50 % de la population a moins de quinze ans.

### Ethnographie
La majorité des résidents sont des Gusii avec une minorité d'origine indienne.

### Religion
Kisii est le siège d'un diocèse catholique, le diocèse de Kisii, érigé le 21 mai 1960.

## Économie

### Secteur primaire

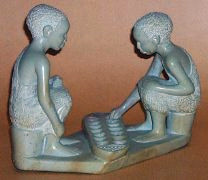
Personnages en pierre à savon jouant à lajwa

- Les terres entourant la ville sont les plus fertiles de la province. La culture du Coffea arabica, du Camellia sinensis de la variété sinensis et de la banane est exploitée grâce au climat favorable et à l'altitude ;
- La stéatite est extraite à Tabaka dans des carrières à ciel ouvert.

### Secteur secondaire
- Hormis l'industrie agroalimentaire, ce sous secteur est inexistant ;
- Kisii est réputée pour le façonnage d'objets en pierre à savon.

## Personnalités liées à Kisii
- Grace Kwamboka Momanyi, athlète en courses de fond née le 13 mars 1981 ;
- Isabella Ochichi, athlète en courses de fond née le 28 octobre 1979 ;
- Yobes Ondieki, athlète en courses de fond né le 21 février 1961 ;
- Charles Asati, athlète en courses de sprint né le 3 mars 1946 ;
- Maurice Michael Otunga, (1923-2003), évêque du diocèse de Kisii.
- Jackson Omwowo-Onami, athlète en courses de fond.